# Acadia (Calgary)
Pour les articles homonymes, voir Acadia, Acadie et Acadiens.
Acadia est un quartier dans le quadrant sud-est de Calgary, en Alberta . La zone est délimitée à l'ouest par Macleod Trail, à l'est par la rivière Bow, au nord par Heritage Drive et au sud par Southland Drive.
Le terrain a été annexé à la ville de Calgary en 1956 et l'Acadia a été fondée en 1960.
La rue principale du quartier est Fairmount Drive, et de nombreuses entreprises de la région se regroupent le long de la rue. La région contient également Lord Beaverbrook High School, la plus grande école secondaire de la ville.

## Démographie
Lors du recensement municipal de 2012 de la ville de Calgary, l'Acadia comptait 10 705 habitants dans 5 053 logements, une augmentation de 0,8 % par rapport à sa population de 10 10 615 2011. D'une superficie de 3,9 km2 (1,5057984201 mi2), il avait une densité de population de2 740/km2 (7 110/sq mi)   en 2012.
Les résidents de cette collectivité avaient un revenu médian du ménage de 46 089 $ en 2000, et 19,2 % des résidents à faible revenu vivaient dans le quartier. En 2000, 19,4 % des résidents étaient des immigrants. Une proportion de 38,8 % des immeubles étaient des copropriétés ou des appartements et 38,9 % étaient destinés à la location.

## Éducation

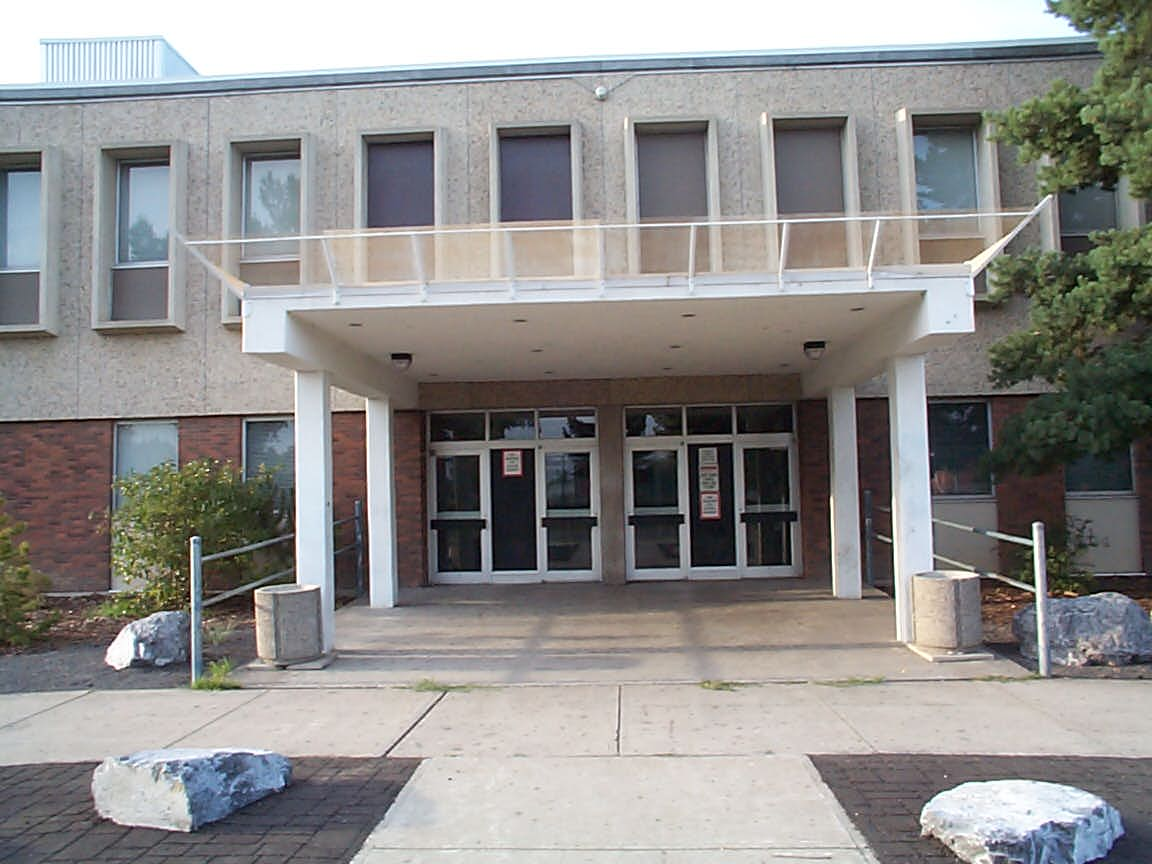
École secondaire Lord Beaverbrook

Les écoles suivantes sont situées en Acadia:
- Écoles publiques :
  - École primaire d'Acadia
  - Élémentaire d'Alice M. Curtis - Public
  - Andrew Davison Bilingual Elementary - Public
  - David Thompson Junior High - Public
  - École de la Source - Francophone
  - École élémentaire Fred Parker
  - Lord Beaverbrook Senior High
  - Fondations pour l'avenir
- Écoles catholiques:
  - École élémentaire bilingue St.Cecilia
  - École St. Matthew Elementary & Junior High

## Transit
L'Acadia est desservie par Calgary Transit Bus Route 99. La station Heritage CTrain dessert l'Acadia. La route 10 dessert le nord et le sud via Fairmont Dr.